# EPrix Moskvy 2015
ePrix Moskvy 2015 (formálně nazývána 2015 Formula E Moscow ePrix) se konala dne 6. června 2015 a byla devátým závodem sezóny 2014/15 šampionátu Formule E. Zároveň byla tato ePrix první ePrix Moskvy v historii. Závody se jely na okruhu Moscow Street Circuit nedaleko paláce Kreml v Moskvě, hlavním městě Ruska.
Závod na 35 kol vyhrál Nelson Piquet Jr. z týmu NEXTEV TCR. Na druhém místě dojel Lucas di Grassi z týmu Audi Sport ABT a na třetím Nick Heidfeld z týmu Venturi. Jean-Éric Vergne z týmu Andretti Autosport, startující z pole position, do cíle dojel na čtvrtém místě. Nejrychlejší kolo závodu zaznamenal v cíli devátý Sébastien Buemi z týmu e.dams-Renault.

## Pořadí po závodě
Zdroj: 

### Pořadí jezdců
| +/– | Poř | Jezdec            | Body |
| --- | --- | ----------------- | ---- |
|     | 1   | Nelson Piquet Jr. | 128  |
| 1   | 2   | Lucas di Grassi   | 111  |
| 1   | 3   | Sébastien Buemi   | 105  |
|     | 4   | Nicolas Prost     | 82   |
|     | 5   | Jérôme d'Ambrosio | 77   |

### Pořadí týmů
| +/– | Poř | Tým                | Body |
| --- | --- | ------------------ | ---- |
|     | 1   | e.dams Renault     | 187  |
| 1   | 2   | Audi Sport ABT     | 143  |
| 1   | 3   | NEXTEV TCR         | 132  |
| 2   | 4   | Dragon Racing      | 116  |
| 1   | 5   | Andretti Autosport | 104  |